# Kompleks polski
Kompleks polski – powieść Tadeusza Konwickiego, opublikowana w Zapisie w 1977. Była to pierwsza polska powieść wydana w obiegu niezależnym.

## Historia wydania
Początkowo Konwicki planował wydać Kompleks... w wydawnictwie "Czytelnik", jednak zniechęcony zmianami, jakie próbowała wprowadzić cenzura, ostatecznie zdecydował się na publikację utworu w obiegu niezależnym. Przekazał więc utwór Niezależnej Oficynie Wydawniczej. Powieść ukazała się w trzecim numerze "Zapisu", jako pierwsza polska powieść wydana w drugim obiegu. Równocześnie utwór został wydany w nowoczesnej wówczas technice offsetowej w nakładzie 3,5 tysiąca egzemplarzy. Ponieważ w tym samym roku 1977 pisarz został objęty zakazem publikacji w obiegu państwowym, a jego nazwisko nie mogło być wymieniane w oficjalnej prasie i publikacjach, Konwicki przez długi czas publikował odtąd w obiegu niezależnym.

## Fabuła utworu
Akcja utworu dzieje się w latach 70. w Wigilię. Grupa osób oczekuje pod sklepem jubilerskim na dostawę radzieckich złotych obrączek. Wśród oczekujących są m.in.: Tadeusz Konwicki, Tadeusz Kojran (niegdyś próbujący zabić Konwickiego na zlecenie podziemia), pan Duszek (ubek, który kiedyś przesłuchiwał Kojrana), pan Grzesio (donosiciel). Kiedy wreszcie pojawia się wyczekiwana dostawa, okazuje się, że nie przywieziono obrączek, ale rosyjskie samowary wraz z losami umożliwiającymi wyjazd do ZSRR. Wygrywa Kojran, który jednak ma akurat przy sobie amerykańską wizę. Tymczasem Konwicki omdlewa i zostaje zaniesiony na zaplecze, gdzie przeżywa romans z ekspedientką. Kolejka rozchodzi się. Bohaterowie przebaczają sobie nawzajem dawne przewinienia.
W ramach utworu narrator snuje refleksje na temat polskości: o literaturze, mówiącej zawsze o sprawach narodowych, o niewoli narodowej i zmarnowaniu przez Polskę szans na utworzenie silnego państwa. Ponadto w tok narracji wplecione są 2 opowiadania:
- o Zygmuncie Mineyko, dowódcy oddziału chłopskiego w czasie powstania styczniowego, którego "żołnierze" w popłochu uciekają z pola walki jeszcze przed samą bitwą, a on sam zostaje pojmany.
- Romualdzie Traugucie, który obejmuje dowodzenie skazanego na porażkę powstania.

Powieść uzupełnia również list posiadany przez głównego bohatera. Dostał on go od swojego przyjaciela – emigranta. Nadawca pisze o swoim pobycie w nieokreślonym kraju (opis pasuje do dowolnego kraju w Europie wschodniej) napadniętym przez sąsiada, który wprowadza ustrój totalitarny z jedną partią i przywódcą, otoczonym boskim kultem. List zawiera również nostalgiczny i wyidealizowany obraz Polski jako raju i ojczyzny wolności. Ten list, w zestawieniu z rzeczywistością kolejkową, nabierał wydźwięku ironicznego.

## Spektakl Teatru Telewizji
26 kwietnia 1995 roku w Teatrze Telewizji odbyła się premiera inscenizacji powieści Konwickiego w reżyserii Jerzego Markuszewskiego.